# Storia di Tahiti
La storia di Tahiti copre un periodo che parte dall’arrivo dei primi polinesiani nell'arcipelago delle Isole della Società all'inizio del IV secolo sino alle esplorazioni europee di fine XVIII secolo arrivando alla successiva colonizzazione da parte dei francesi in seguito alle quali l'isola è diventata parte della Polinesia francese, collettività d'oltremare della Francia.

## Il popolamento dell'isola di Tahiti

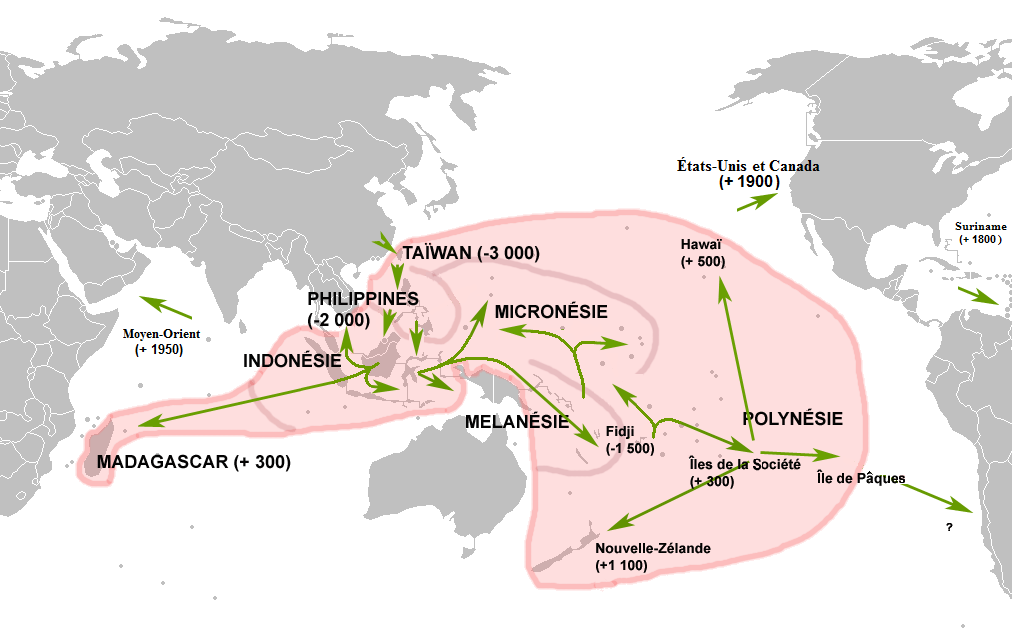
Carta delle migrazioni austronesiane

Gli antropologi ritengono che i primi abitanti di Tahiti arrivarono circa 1050 anni dopo Cristo, dopo aver compiuto lunghi viaggi dal sud-est asiatico o dall'Indonesia, attraverso gli arcipelaghi di Figi, Samoa e Tonga.
L'ipotesi migratoria appena citata è supportata da numerose prove linguistiche, biologiche e archeologiche. Ad esempio, le lingue delle Figi e della Polinesia appartengono tutte allo stesso sottogruppo del Pacifico, il figiano-polinesiano, appartenente alla famiglia delle lingue austronesiane.
Questa migrazione attraverso diverse centinaia di chilometri di alto mare è stata resa possibile dall'uso di canoe a bilanciere lunghe fino a diverse decine di metri e che trasportavano famiglie, piante in cestini riempiti di terra ed animali domestici. Così, nel 1769, James Cook annota a Tahiti la presenza di una barca di 33 metri lunghezza capace di progredire a vela o a remi.
Nel 2010 è stata compiuta una spedizione dimostrativa: a bordo di una canoa munita solamente di un bilanciere e di una vela del tutto simile a quelle utilizzate dai polinesiani si è ripercorsa, all'incontrario, la via dell'insediamento, da Tahiti all'Asia.

## La civiltà preeuropea
Prima dell'arrivo degli europei l'isola era divisa in diversi regni con territori specifici per ogni clan. I capi di questi regni erano collegati da relazioni di fedeltà basate sulla parentela e sul loro potere bellicoso. Il clan più importante dell'isola è il Teva, il cui territorio si estendeva nel sud di Tahiti Nui fino a comprendere parte di Tahiti Iti. Il clan Teva era composto da Teva i Uta ("Teva dall'interno") e Teva i Tai ("Teva dal mare") ed era guidato da Amo e Purea.
Ogni clan era composto da un capo (ari'i rahi), da nobili (ari'i) e sotto-capi ('Īato'ai). Gli ari'i, discendenti degli dèi polinesiani, erano investiti del mana (potere, potere soprannaturale). Tradizionalmente indossano cinture di piume rosse, simbolo di questo potere. Il comandante non ha alcun potere politico assoluto, ma deve fare i conti con gli ari'i e gli ota'ai nei consigli o nelle assemblee generali, specialmente in caso di guerra. Più gli ari'i sono lontani dal leader del clan, più sono autonomi e controbilanciano la sua autorità.
Il marae era il centro della vita spirituale e sociale del clan. Qui venivano invocati gli dei e proclamati i capi. Era anche un luogo per cerimonie di preparazione alla guerra, per le celebrazioni delle nascite, così come per i rituali di sepoltura. Il marae variava da semplici piattaforme di famiglia ai più grandi edifici per i capi di alto rango, anche se tutti erano considerati tapu. I primi contatti europei hanno visto l'arrivo della Società missionaria di Londra nel 1797, che ha introdotto il Cristianesimo e fornito di scrittura la lingua tahitiana (ReoTahiti).

## I primi contatti con gli europei

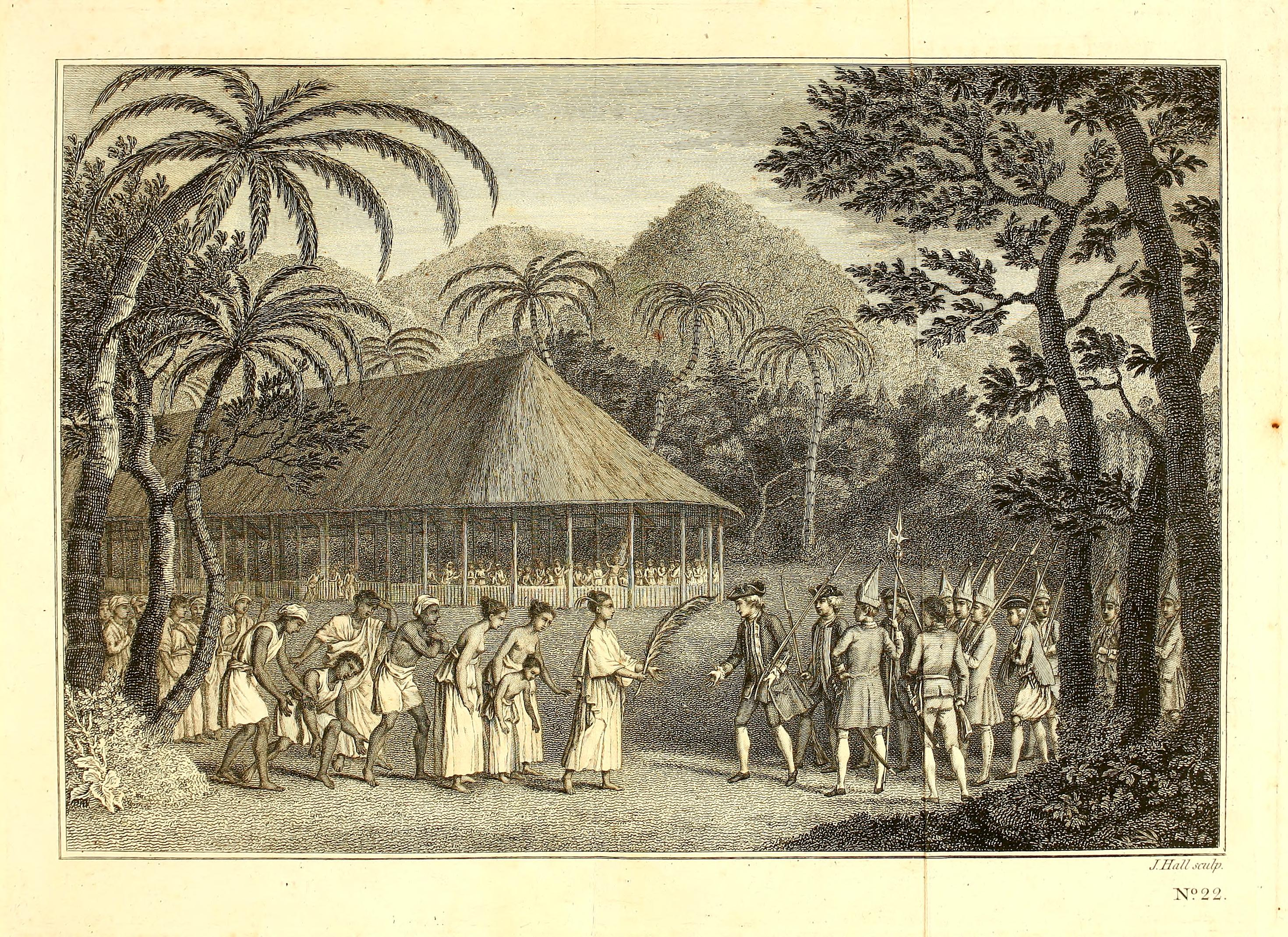
L'incontro tra Wallis e Oberea

Il navigatore portoghese Pedro Fernandes de Queirós fu forse il primo europeo ad avvistare l'isola di Tahiti nel 1606, isola che avrebbe chiamato La Sagitaria (o Sagittaria). Non è possibile, tuttavia, dimostrare con certezza che l'isola avvistata da de Queirós fosse proprio Tahiti. Fu invece Samuel Wallis, un capitano di marina inglese, il primo europeo ad avvistare sicuramente Tahiti il 18 giugno 1767 e a sbarcarvi il 19 giugno 1767 presso la baia di Matavai, situata nel territorio del clan di Pare governato dalla capa Oberea (o Purea). Wallis battezzò la nuova isola col nome di "Isola del Re Giorgio". I primi contatti furono difficili: gli isolani fecero delle offerte e si aspettarono che gli europei li ricambiassero, cosa che questi ultimi non compresero. Tra il 4 e il 26 giugno 1767, quindi, delle piroghe tentarono a più riprese di prendere il vascello all'arrembaggio per appropriarsi degli oggetti metallici a bordo o per timore che gli inglesi si insediassero stabilmente. I marinai inglesi, in risposta, aprirono il fuoco sulle piroghe e sulla folla ammassatasi sulle colline circostanti. Gli indigeni, a questo punto, deposero delle nuove offerte per gli inglesi, manifestando così la loro volontà di pace o di sottomissione. In seguito a questo episodio Samuel Wallis ebbe delle relazioni cordiali con la capa Oberea (Purea) e restò sull'isola fino al 27 luglio 1767. 

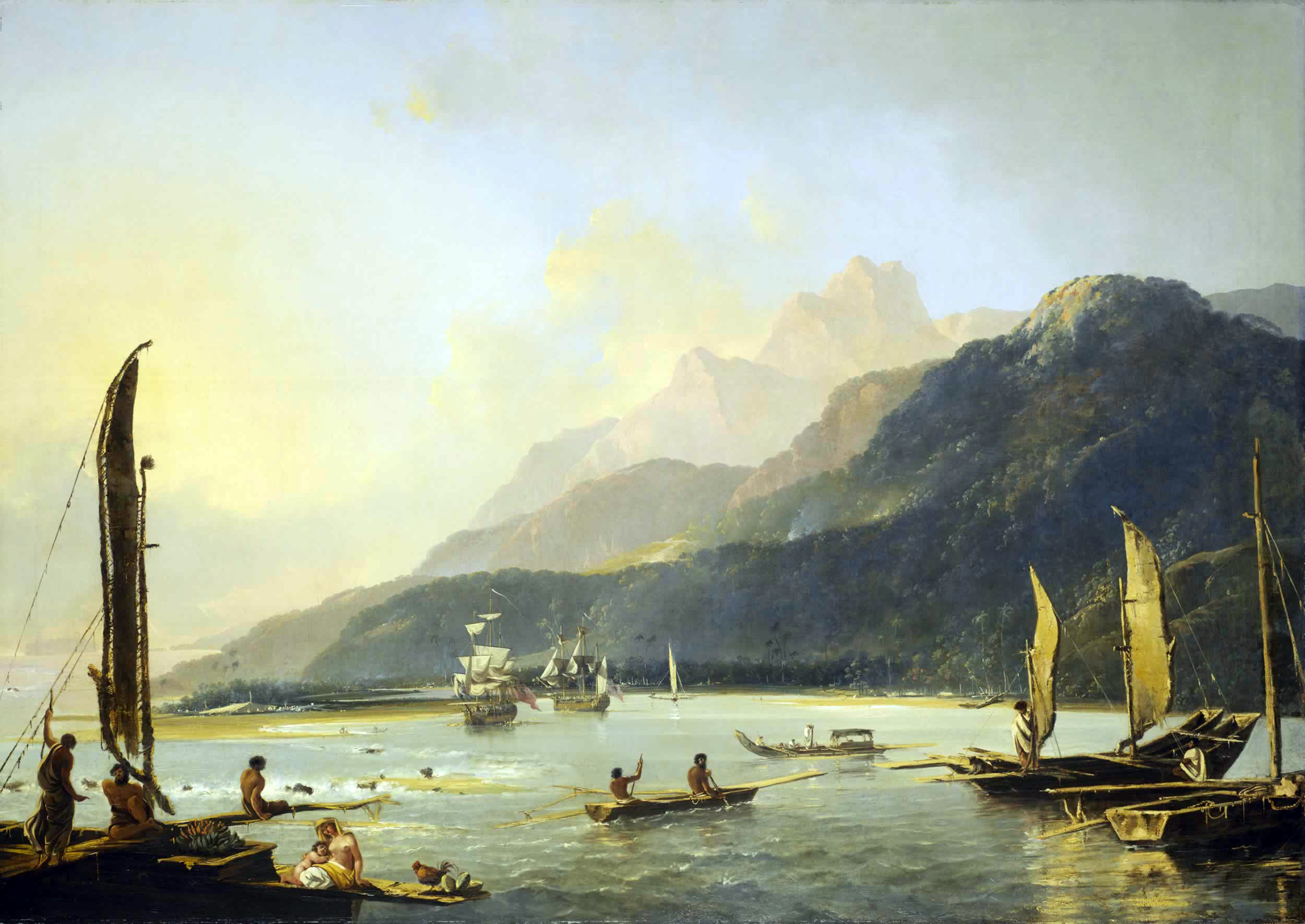
La baia di Matavai in un dipinto di William Hodges

Il 2 aprile 1768 fu allora il turno di Louis-Antoine de Bougainville di accostare nella baia di Matavai. Questi non restò che una decina di giorni sull'isola che battezzò Nuova Cerigo in omaggio all'isola di Venere che l'accoglienza calorosa e la dolcezza dei costumi tahitiani ricordavano. Il reseconto che farà della sua permanenza sull'isola contribuirà alla nascita del mito del "paradiso tahitiano" e alimenterà quello del "bon sauvage" tanto caro a Jean-Jacques Rousseau a all'epoca molto alla moda. Da questa data fino alla fine XVIII secolo il nome dell'isola venne foneticamente ortografato, nella lingua francese, in Taïti. A partire dal XIX secolo la grafia tahitiana Tahiti entrò in uso nel francese.
Il britannico James Cook fu inviato nel luglio 1768 dalla Royal Society a osservare il transito di Venere davanti al sole, fenomeno che avrebbe dovuto essere osservabile dall'isola di Tahiti il 3 giugno 1769. Cook arrivò sull'isola a bordo dell'HMS Endeavour nell'aprile 1769 e vi rimase per tre mesi. Questo soggiorno permise di compiere per la prima volta un vero lavoro scientifico di osservazione etnografica e naturalista dell'isola. assistito dal botabista Joseph Banks e dal bozzettista Sydney Parkinson, Cook raccolse delle preziose informazioni sulla flora e la fauna del luogo così come sulla società, la lingua e i costumi degli indigeni. La sua squadra intrattenne anche delle relazioni amichevoli con la capa Oberea (Purea), capostipite della dinastia Pomare che regnerà sull'isola.
Cook ritornò a Tahiti tra il 15 agosto e il 1 settembre 1773 ed un'ultima volta tra il 13 agosto e l'8 settembre 1777. Durante quest'ultimo soggiorno ebbe modo di accompagnare il capo Tū (nipote della capa Oberea/Purea) in una spedizione guerriera a Moorea (’Aimeo). Cook rifiutò tuttavia di dare il suo sostegno militare e si accontentò di visitare l'isola.

## L'influenza britannica e l'ascesa dei Pomare

### Gli ammutinati delBounty

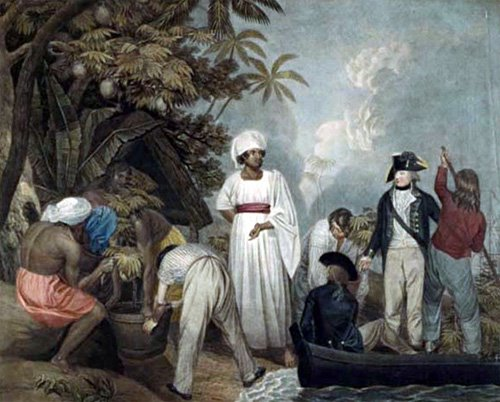
Bligh trapianta alcuni alberi del pane in un dipinto di Thomas Gosse

Il 26 ottobre 1788 sbarcò a Tahiti il vascello HSM Bounty, guidato dal capitano William Bligh, incaricato di portare degli alberi del pane tahitiani (’Uru) ai Caraibi. Joseph Banks, il botanico della prima spedizione di Cook, credeva infatti che questa pianta sarebbe stata ideale per nutrire a un costo minore gli schiavi africani al lavoro nelle piantagioni caraibiche. L'equipaggio restò a Tahiti per circa 5 mesi, il tempo necessario a trapiantare gli alberi. Tre settimane dopo aver lasciato Tahiti l'equipaggio, il 28 aprile 1789, quindi, l'equipaggio fece ammutinamento su iniziativa di Fletcher Christian. I rivoltosi s'impadronirono del vascello e abbandonarono su una scialuppa il capitano e i restanti membri dell'equipaggio rimastigli fedeli. Gli ammutinati fecero allora ritorno a Tahiti, dove parte di loro si stabilì.
Se gli esploratori si erano rifiutati di prendere parte ai conflitti tribali, gli ammutinati del Bounty si prestarono come mercenari e fornirono armi alla famiglia che diverrà la dinastia Pomare. Il capo Tū seppe infatti sfruttare il suo controllo sulle rade frequentate dai navigatori per trarli dalla sua parte. Grazie all'alleanza con gli ammutinati gli fu possibile accrescere considerevolmente la sua supremazia sull'isola di Tahiti.
Verso l'anno 1790 l’ambizioso capo Tū prese il titolo di re e si assegna il cognome Pomare. Sarà il capitano Bligh a spiegare l'origine di questo nome, trattandosi questo di un omaggio alla più grande delle sue figlie, morta di tubercolosi, malattia che "faceva molto tossire (mare), soprattutto la notte (pō)".
Nel 1791 il capitano Bligh sbarcò nuovamente a Tahiti con la speranza di ritrovarvi degli ammutinati. Il nuovo re Pomare I gli consegnò quindi i ribelli. La partenza del capitano Blique marcò la fine dell'avventura degli ammutinati del Bounty sull'isola di Tahiti, ma la loro presenza segnò in maniera durevole la storia di Tahiti.

### L'approdo delle baleniere
Negli anni 1790 Tahiti divenne porto di scalo delle baleniere durante le loro stagioni di pesca nell'emisfero meridionale. L'arrivo dei balenieri, seguito di lì a poco da quello di alcuni negozianti originari delle colonie penitenziarie d'Australia, segnò il primo grande sconvolgimento in seno alla tradizionale società tahitiana. Gli equipaggi europei introdussero infatti nell'isola alcolici, armi da fuoco e malattie ed incoraggiarono la prostituzione e la creazione di distillerie. Questi primi scambi con gli occidentali si rivelarono catastrofici per la popolazione tahitiana che diminuì rapidamente sotto i colpi delle nuove malattie.

### L'arrivo dei missionari
Il 5 marzo 1797 alcuni missionari della Società missionaria di Londra sbarcarono a punta Venere a bordo del HSM Duff con l'intenzione di eliminare i culti maohi e di cristianizzare la popolazione. L’arrivo di questi missionari rappresenta il secondo grande momento di svolta per l'isola di Tahiti, la cui cultura e struttura sociale ne vennero profondamente sconvolte.
I primi anni si dimostrarono molto laboriosi per i missionari malgrado la loro alleanza con i Pomare, famiglia di cui conoscevano l'importanza grazie ai lasciti dei precedenti navigatori. Alla morte di Pomare I nel 1803 suo figlio Vaira'atoa gli succede al trono prendendo il titolo di Pomare II. Anche il nuovo re si alleò innanzitutto con i missionari, e a partire dal 1803 questi ultimi gli insegnano la Bibbia e i Vangeli. I missionari iniziarono d'altro canto a incoraggiare la sua volontà di conquista al fine di avere da trattare con un unico interlocutore politico. La conversione di Pomare II nel 1812 inaugurò l'ascesa del protestantesimo sull'isola.
Verso l'anno 1810 Pomare II sposa Teremo’emo’e, figlia del capo di Raiatea, in modo tale da allearsi con i capi delle Isole Sottovento. Il 12 novembre 1815, grazie a queste alleanze, Pomare II Le 12 novembre 181516, grâce à ces alliances, Pomare II vinse una battaglia decisiva a Fe’i Pī presso Punaauia, contro il capo del potente clan dei Teva, ancora animisti. Questa vittoria permise a Pomare II di essere riconosciuto effettivamente come Ari’i Rahi, vale a dire re di Tahiti. Si trattò della prima volta nella storia di Tahiti che l'isola si ritrova ad essere unificata sotto una sola famiglia. L'evento segnò inoltre la fine del feudalesimo tahitiano e dell'aristocrazia militare, rimpiazzata ormai da una monarchia assoluta. Parallelamente, il protestantesimo si propagava rapidamente grazie al sostegno di Pomare II, andando così a sostituire le credenze tradizionali. A partire dal 1817 i Vangeli sono tradotti in tahitiano e insegnati nelle scuole religiose. Nel 1818 il pastore Crook fondò invece la città di Papeete, futura capitale dell'isola.

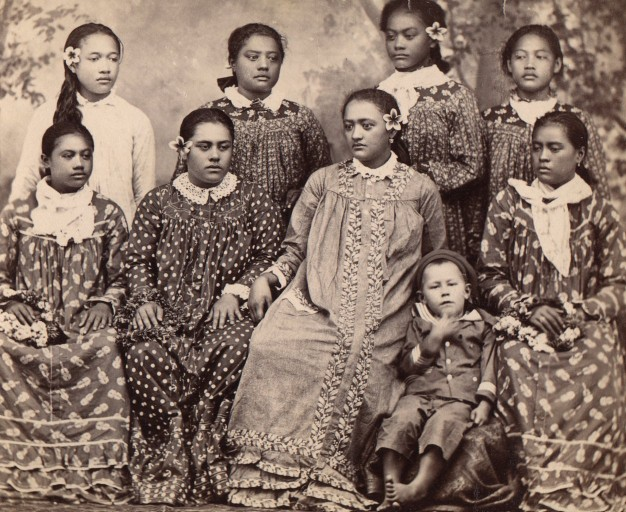
Donne tahitiane in abiti "missionari"

Nel 1819 Pomare II, su iniziativa dei missionari, instaurò il primo codice di leggi tahitiano, conosciuto col nome di Codice Pomare. Fu allora che venne imposto di vestire un abbigliamento che coprisse tutto il corpo e che vennero vietati canti, danze, tatuaggi e collane di fiori, tutte tradizioni qualificate come "impudiche".

Negli anni 1820 la totalità dei tahitiani venne convertita al protestantesimo. Duperrey, approdato a Tahiti nel maggio 1823, così testimonia la trasformazione della società tahitiani in una lettera datata 15 maggio 1823:
"I missionari della Società reale di Londra hanno completamente cambiato gli usi e i costumi di questi abitanti. L'idolatria non esiste più fra loro e professano generalmente la religione cristiana. Le donne non vanno più a bordo di imbarcazioni, sono anzi di una riservatezza estrema quando le si incontra sulla terraferma. (...) Le sanguinose guerre che questi popoli si facevano e i sacrifici umani non hanno più luogo dal 1816."
Alla morte di Pomare II il 7 dicembre 1821 suo figlio Pomare III non ha che un anno. Suo zio e i missionari assunsero quindi la reggenza fino al 21 maggio 1824, data in cui i missionari procedettero alla sua incoronazione al trono, cerimonia del tutto inedita a Tahiti. Approfittando della debolezza dei Pomare i capi locali recuperarono allora parte del loro potere e presero il titolo ereditario di Ta’vana (dall'inglese governor). Anche i missionari ne approfittarono modificando l’organizzazione dei poteri avvicinando la monarchia tahitiana ad una monarchia costituzionale sul modello inglese; essi crearono inoltre l'assemblea legislativa tahitiana che si riunì per la prima volta il 23 febbraio 1824.
Nel 1827 il giovane Pomare III morì di morte improvvisa; fu quindi la sua sorellastra ’Aimata, di tredici anni, a succedergli col nome di Pomare IV. Il pastore Pritchard, console d'Inghilterra, divenne il suo principale consigliere tentando d'interessarsi degli affari interni del regno. Tuttavia, l'autorità della regina, molto meno carismatica di suo padre, venne contestata dai vari capi i quali avevano recuperato una parte importante delle loro prerogative dopo la morte di Pomare II. Il potere dei Pomare era di fatto diventato più simbolico che reale, e la regina, protestante ed anglofila, domandò a più riprese, ma invano, agli inglesi di istituire il protettorato, così da riprendere il potere perduto.

## Il protettorato francese e la fine del regno dei Pomare

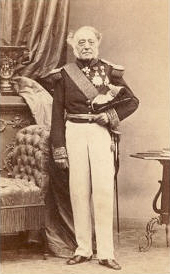
L'ammiraglio Abel Aubert du Petit-Thouars

### L'istituzione del protettorato
Nel 1836 il consigliere della regina, il pastore Pritchard, fece espellere due padri cattolici francesi, Caret e Laval. In risposta, nel 1838 la Francia inviò l'ammiraglio Abel Aubert du Petit-Thouars per ottenere un risarcimento. Una volta compiuta la sua missione, l'ammiraglio Dupetit-Thouars si diresse verso le Isole Marchesi, che annesse nel 1842 su consiglio di Jacques-Antoine Moerenhout, un commerciante e diplomatico francese ben radicato sul posto. Nell'agosto 1842 l'ammiraglio Dupetit-Thouars tornò a Tahiti dove strinse alleanza con i capi dell'isola ostili ai Pomare e favorevoli all'istituzione di un protettorato francese. Approfittando della momentanea assenza della regina, l'ammiraglio fece loro firmare una domanda di protettorato, che successivamente la regina fu costretta a ratificare (trattato del 9 settembre 1842). Ancor prima che il trattato fosse a sua volta ratificato dalla Francia, Jacques-Antoine Moerenhout fu nominato commissario reale presso la regina Pomare IV, e fu costituito un Consiglio di Governo Provvisorio formato dallo stesso Moerenhout, dal capitano di corvetta Hyppolite Foucher d’Aubigny, e dal tenente di vascello Édouard Jules Gabrielli di Carpegna.

La bandiera di Tahiti, "pomo della discordia" tra tahitiani e francesi nel 1843

### Dal protettorato all'annessione
Nell'ambito di questo trattato del 1842 la Francia riconosceva la sovranità dello Stato tahitiano. La regina era responsabile degli affari interni, mentre alla Francia spettava la gestione delle relazioni con l'esterno e doveva assicurare la difesa e il mantenimento dell'ordine. La firma di questo trattato segnò l'inizio della lotta per l'influenza tra i protestanti inglesi e i rappresentanti della Francia. Durante i primi anni di protettorato i missionari protestanti riuscirono a conservare un grande potere sulla società tahitiana grazie alla loro conoscenza del paese e della sua lingua. Nel 1843 il consigliere protestante della regina, George Pritchard, convinse quest'ultima a issare la bandiera tahitiana al posto di quella del protettorato.
Come rappresaglia, il 6 novembre 1843 l'ammiraglio Dupetit-Thouars dichiarò una prima volta l'annessione del regno Pomare alla Francia e nominò governatore della nuova colonia Armand Joseph Bruat. L'annessione innescò quindi l'esilio della regina Pomare IV alle Isole Sottovento, l'espulsione di Pritchard (voluta in particolare da Jacques-Antoine Moerenhout) e, dopo un periodo di agitazione, una vera e propria guerra franco-tahitiana, scoppiata nel marzo 1844.
Nel mese d'aprile del 1844 la resistenza tahitiana si intensificò; il governatore Bruat decise allora di controattaccare in forze inviando a Mahaena tutte le sue truppe. È durante questa battaglia che il luogotenente Nansouty trovò la morte. La guerra si concluse a favore degli inglesi il 17 dicembre 1846 con la presa di Fatahua. La regina tornò dall'esilio nel 1847 accettando di firmare un nuovo trattato che riduceva considerabilmente i suoi poteri a tutto vantaggio dei francesi. La Francia, a questo punto, si poteva considerare ormai padrona de facto del Regno di Tahiti. Nel 1863 venne messa definitivamente fine all'influenza britannica sostituendo alle missioni protestanti britanniche la Società delle missioni evangeliche di Parigi.
Il conflitto tra George Pritchard e i rappresentanti francesi prenderà il nome di Caso Pritchard. Questo sarà motivo di tensioni tra Francia e Regno Unito e porterà Londra a esigere da Luigi Filippo I delle scuse ufficiali, il ritorno allo status di protettorato e il versamento di un'indennità al pastore Pritchard per la spogliazione dei suoi beni.
In questo periodo circa un migliaio di cinesi, in maggioranza cantonesi, furono recrutati da un latifondista di Tahiti, William Stewart, per lavorare nella grande piantagione di cotone di Atimaono. In seguito al fallimento dell'azienda nel 1873 alcuni lavoratori cinesi ritornarono in patria, ma un gruppo importante restò a Tahiti integrandosi con la popolazione locale.
Risale invece al 1866 la creazione dei consigli distrettuali, organi elettivi che si videro attribuiti i poteri precedentemente assegnati ai capi ereditari.

### L'annessione

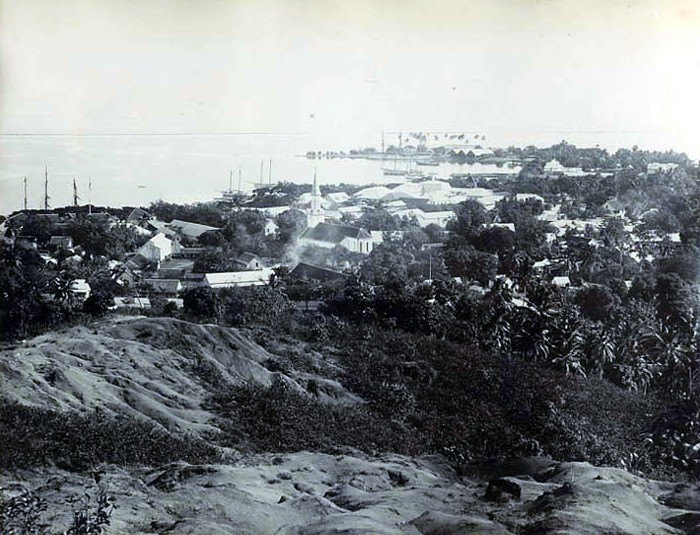
Vista di Papeete nel 1890

Dopo cinquant'anni di regno, nel 1877 la regina Pomare IV morì. Suo figlio, Pomare V, gli succedette quindi al trono. Il nuovo re si mostrò poco interessato degli affari del regno e quando nel 1880 il governatore Chessé, sostenuto dai capi tahitiani, lo spinse ad abdicare in favore della Francia, egli accettò. Il 29 giugno 1880, pertanto, cedette formalmente alla Francia il Regno di Tahiti e le isole da esso dipendenti. Diventata infine una colonia anche de iure, Tahiti perse ogni forma di sovranità. Il suo status rimase tuttavia particolare, poiché a tutti i soggetti dell'ex-regno dei Pomare venne concessa la cittadinanza francese. Il 14 luglio 1881, sotto le grida di "Viva la Repubblica", la folla celebrò l'appartenenza della Polinesia alla Francia durante il primo Tiurai (festa nazionale popolare). Nel 1890 Papeete divenne un comune della Repubblica francese.
Nel 1903 furono creati gli stabilimenti francesi dell'Oceania, i quali riunivano sotto un unico ombrello Tahiti, le altre Isole della Società, le Isole Australi, le Isole Marchesi e le Isole Tuamotu.

## Tahiti nel XX secolo

### Inizio secolo
A inizio XX secolo il processo di sviluppo economico dell'isola di Tahiti e della sua capitale Papeete si accelerò. A partire dal 1903, Papeete divenne infatti il centro principale della Polinesia francese, e poi la sua capitale politica e amministrativa. Il primo quarto del XX secolo fu segnato inoltre da una seconda ondata di immigranti cinesi che, diventati commercianti, diedero grande impulso al settore del commercio dell'isola. Questi immigrati s'integrarono però meno bene dei primi.